# Época
En cronología y periodización, una época o época de referencia es un instante de tiempo elegido como origen de una determinada era del calendario. La "época" sirve de punto de referencia a partir del cual se mide el tiempo.
El momento de época suele decidirse por congruencia, o siguiendo convenciones entendidas de la época en cuestión. El momento o fecha de época suele definirse a partir de un acontecimiento concreto y evidente de cambio, un "acontecimiento de época". En un cambio más gradual, se elige un momento decisivo cuando se ha alcanzado el "criterio de época".

## Épocas del calendario

### Épocas premodernas
- El calendario yoruba (Kọ́jọ́dá) utiliza como época el 8042 a. C., considerado el año de la creación de Ile-Ife por el dios Obatala, también considerado como la creación de la Tierra.
- Anno Mundi (años desde la creación del mundo) según el calendario bizantino (5509 a. C.)
- Anno Mundi (años desde la creación del mundo) según el calendario hebreo (3761 a. C.)[1][2]
- El calendario mesoamericano Cuenta Larga utiliza la creación del cuarto mundo en el 3114 a. C.
- Olimpiadas, la antigua era griega de periodos de cuatro años entre Juegos Olímpicos, a partir del 776 a. C.
- Ab urbe condita (753 a. C.), utilizado en cierta medida por los calendarios romanos del periodo imperial romano.
- Los calendarios budistas suelen utilizar la época de 544 a. C. (fecha del parinirvana de Buda).
- El término calendario hindú puede referirse a varios calendarios tradicionales de la India. Un ejemplo notable de época hindú es el Vikram Samvat (58 a. C.),[3] también utilizado en la actualidad como calendario nacional de Nepal y Bangladés.
- Los calendarios juliano y gregoriano utilizan como época la Encarnación de Jesús calculada en el siglo VI por Dionisio el Exiguo.[4] (Investigaciones posteriores han demostrado que ésta no era la mejor estimación de la fecha de nacimiento de Jesús). Esta época se aplicó retrospectivamente al calendario juliano, mucho después de su creación original por Julio César.
- El calendario islámico cuenta los "años lunares" por Anno Hegiræ (en el año de la Hégira) o era AH (622 d. C.). El cómputo de los años se desplaza con respecto al año solar, ya que el calendario es puramente lunar. El calendario oficial iraní (también utilizado en Afganistán) data de la Hégira, pero al ser un calendario solar, su numeración de años no coincide con la del calendario religioso.

### Épocas modernas
- El calendario bahá'í está fechado a partir del equinoccio de primavera del año en que el Báb proclamó su religión (1844 d. C.). Los años se agrupan en Váḥids de 19 años, y Kull-i-Shay de 361 (19×19) años.[5]
- En Tailandia, en 1888, el rey Chulalongkorn decretó una Era Nacional Tailandesa que databa de la fundación de Bangkok el 6 de abril de 1782. En 1912, el Año Nuevo se trasladó al 1 de abril. En 1941, el Primer Ministro Pibulsonggram decidió contar los años desde 543 a. C. Este es el calendario solar tailandés que utiliza la Era Budista Tailandesa. A excepción de esta era, se utiliza el calendario gregoriano.
- En el Calendario Republicano Francés, calendario utilizado por el gobierno francés durante unos doce años desde finales de 1793, la época fue el comienzo de la "Era Republicana", el 22 de septiembre de 1792 (día en que se proclamó la Primera República Francesa, un día después de que la Convención aboliera el Antiguo Régimen).
- El calendario nacional de la India, introducido en 1957, sigue la era Saka (78 d. C.)
- El calendario Minguo utilizado por los funcionarios de Taiwán y su predecesor data del 1 de enero de 1912, el primer año tras la Revolución Xinhai, que derrocó al Imperio Qing.
- Corea del Norte utiliza un sistema que comienza en 1912 (= Juche 1), año del nacimiento de su fundador Kim Il-Sung.
- La era fascista data de la Marcha sobre Roma de Mussolini en 1922, y sólo se utilizaba en los países bajo la hegemonía del régimen fascista de Benito Mussolini. Está extinta desde la caída de la República Social Italiana en 1945.
- En el sistema científico Antes del presente (en inglés: Before Present) de numeración de años a efectos de datación por radiocarbono, la fecha de referencia es el 1 de enero de 1950 (aunque la fecha concreta del 1 de enero es bastante innecesaria, ya que la datación por radiocarbono tiene una precisión limitada).[6][7]
- Diferentes ramas de la masonería han seleccionado diferentes años para fechar sus documentos de acuerdo con una era masónica, como el Anno Lucis (A.L.)
- El calendario holoceno utiliza como época el 10.000 a. C., el comienzo de la época del Holoceno en la escala temporal geológica.

### Épocas de reinado
El sistema oficial japonés numera los años a partir de la ascensión del emperador actual, considerando como primer año el año natural durante el cual se produjo la ascensión. En China existía un sistema similar antes de 1912, basado en el año de sucesión del emperador (1911 era, por tanto, el tercer año del periodo Xuantong). Con el establecimiento de la República de China en 1912, se introdujo la era republicana. Todavía es muy común en Taiwán fechar los acontecimientos según la era republicana. La República Popular China adoptó el calendario de la era común en 1949 (el año 38 de la República China).

## Otras aplicaciones
- Una época en informática es el momento en el que la representación es cero. Por ejemplo, el tiempo Unix se representa como el número de segundos transcurridos desde las 00:00:00 UTC del 1 de enero de 1970, sin contar los segundos intercalares.
- Una época en astronomía es un tiempo de referencia utilizado para la coherencia en el cálculo de posiciones y órbitas. Una época astronómica común es J2000, que es el mediodía del 1 de enero de 2000, tiempo terrestre.
- En geocronología, una época es el periodo de tiempo equivalente a una serie, una de las divisiones (entre sistema y piso) del registro geológico de la historia de la Tierra, normalmente del orden de decenas de millones de años. La época actual es el Holoceno.